# Зелені бренди
Зелені бренди — бренди, які споживачі асоціюють з охороною навколишнього середовища та практикою зеленого бізнесу.
Такі бренди залучають споживачів, які все більше усвідомлюють необхідність захисту навколишнього середовища. Екологічний бренд може додати унікальності продукту і підвищити корпоративний імідж. Однак, якщо компанія сприймається як така, яка переоцінює свої «зелені» методи, її «зелений» бренд може бути розкритикований як «зелений камуфляж».

## Споживчий попит
В останні десятиліття на світових ринках зростає інтерес до захисту навколишнього середовища і сталості довкілля. Через глобальне потепління і величезне забруднення навколишнього середовища, пов'язаного з промисловим виробництвом, у світі спостерігається зростання екологічних проблем (Chen, 2011). У відповідь на стурбованість суспільства, все більше число компаній переходять на екологічно чисті бренди в цілях підвищення екологічної відповідальності. Останнім часом спостерігається абсолютно нееластичний попит на товари та послуги зелених брендів, тому що люди готові підтримувати сталий імідж і платити вищу ціну за нього (Chen, 2011).
В ході дослідження споживачів, проведеного в 1999 році, було виявлено, що екологічні проблеми стоять вище питань прав людини, прав тварин і добробуту (Wheale & Hinton, 2007). Ця інформація свідчить про зростаючий споживчий попит компаній, які надають товари та послуги, які зберігають навколишнє середовище і дотримуються «зеленого» підходу до ведення бізнесу. В аналогічному дослідженні, згідно Iannuzzi (2011), переконливий глобальний попит на «більш екологічні продукти» продемонстрували понад 60 % всіх досліджених країн, що ще раз демонструє прагнення до створення екологічно чистих зелених брендів. У дослідженні екологічна обізнаність була поміщена в число найбільш важливих характеристик продукту, які споживачі цінують при покупці, поряд з мінімізацією токсичних і небезпечних речовин, збереженням і переробкою води (Iannuzzi, 2011). Зелені бренди в кінцевому підсумку більш привабливі для багатьох споживачів в цей час, і прихильність такої сталості тепер має важливе значення для збереження конкурентоспроможності.
Оскільки турбота про навколишнє середовище в даний час[коли?] є ключовим елементом при прийнятті рішень споживачами, дослідження показали, що попит на екологічно чисті бренди вище, ніж будь-коли раніше (Ahmad & Thyagaraj, n.d.). Низка досліджень також показали, що такий попит на більш екологічні продукти викликаний самовираженням споживачів. За підтримки зелених брендів клієнти вважають, що це визначає їх роль в суспільстві, і, як заявили Ахмад і Тьягарадж (Н. О.), це дає споживачам задоволення тим, що вони сприймаються як такі, які виявляють ставлення до навколишнього середовища. Були обговорені різні компоненти, що впливають на свідому поведінку споживачів, такі як зміна поглядів, обізнаність про екологічні проблеми й більш екологічні продукти, а також сприйняття людьми екологічного внеску у суспільство. Такі фактори допомагають «зеленим» брендам сегментувати, визначати й орієнтуватися на свій ринок (Baker, 2003).
Прикладом компаній, що займаються питаннями екологічної стійкості, є найбільша у світі роздрібна мережа Walmart. Walmart розробив стратегію сталого розвитку, яка закликала своїх постачальників поставляти більш екологічні продукти, оскільки їхні клієнти вимагали «більш довговічних і більш ефективних продуктів» (Iannuzzi, 2011). «Екологічний» підхід Walmart до ведення бізнесу, як провідного світового ритейлера, змушує інші компанії застосовувати аналогічні методи, необхідні споживачам.
Перехід до екологічно чистих брендів є результатом безлічі чинників, таких як більш доступні органічні продукти, дедалі більше поширення економічних та екологічно чистих автомобілів, а також незліченна кількість споживачів, які прагнуть підтримати навколишнє середовище і створити екологічний імідж (Richards, 2013). Розвиток більш екологічного підходу до життя перейшов на маркетинг, рекламу і споживчі ринки, де підприємства переймають цей рух для залучення клієнтів і збільшення прибутку (Richards, 2013).